# First Division 1904/1905
Sedmnáctý ročník First Division (1. anglické fotbalové ligy) se konal od 1. září 1904 do 29. dubna 1905.
Sezonu vyhrál poprvé ve své historii Newcastle United. Nejlepším střelcem se stal hráč Sheffield Wednesday Arthur Samuel Brown, který vstřelil 22 branek.